# Plaistow (West Sussex)
Plaistow – wieś w Anglii, w hrabstwie West Sussex, w dystrykcie Chichester. Leży 30 km na północny wschód od miasta Chichester i 58 km na południowy zachód od Londynu.